# Alticola albicaudus
Alticola albicauda là một loài động vật có vú trong họ Cricetidae, bộ Gặm nhấm. Loài này được True mô tả năm 1894.
Loài này được tìm thấy ở Ấn Độ và Pakistan.